# Euromaus

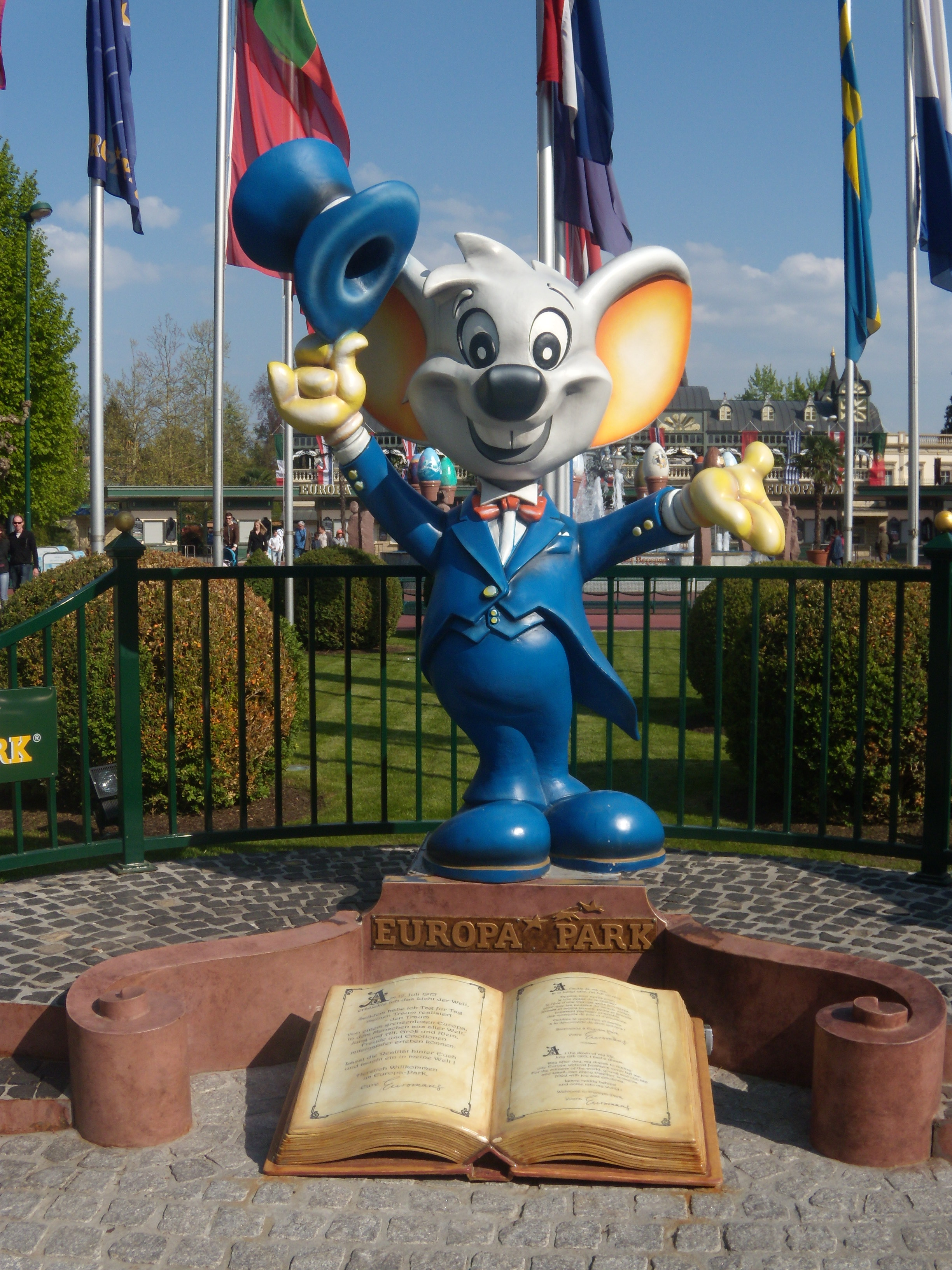
Statue d'Ed Euromaus à l'entrée de l'Europa-Park.

Ed Euromaus est la mascotte principale d'Europa-Park, parc d'attractions à thèmes allemand situé près de Strasbourg. Elle est apparue dès les débuts du parc en 1975. C'est une souris mâle entourée par ses amis issus des autres quartiers européens présents dans le parc (Italie, France, Espagne etc.). Il existe plusieurs compagnons principaux : Edda Euromausi (une souris femelle), Europhant (un éléphant), Böckli (le bouc Suisse) et Louis (le coq Français).

## Caractéristiques
Au fil des années Ed Euromaus a reçu des nombreux changements visant à le rendre plus sympathique et esthétique. C'est ainsi que de la mascotte plutôt effrayante des débuts est devenu la petite souris toute mignonne qui se fait photographier à longueur de journée. Ed est de petite taille avec une tête de souris sur un corps humain, comparable à Mickey Mouse à Disneyland, sans l'avoir trop copié. Son costume habituel se compose d'une chemise jaune avec une cravate bleue assortie au pantalon et de chaussures jaunes. Il en existe d'autres adaptés à de nombreuses circonstances. Il est de couleur grise et ses oreilles présentent un dégradé allant de l'orange au jaune. Ses yeux sont blancs avec une pupille noire et comme toute mascotte de parc d'attractions, il affiche un large sourire laissant voir les deux dents caractéristiques des rongeurs.

## Activités
Ed Euromaus mène des journées bien remplies. Dès 7 h 45, il est présent dans les hôtels du parc à l'occasion du petit déjeuner, il circule entre les tables, saluant les clients des hôtels et se faisant photographier avec ces derniers. Il est également accompagné d'autres mascottes, celles des pays thématiques dans le parc.
À l'ouverture du parc (9 h), il se trouve à l'entrée, dans le quartier allemand. Il est à bord d'un véhicule motorisé à l'arrêt, du haut duquel il salue la foule accompagné d'autres mascottes. Il se laisse prendre en photos avec les visiteurs petits et grands, cela jusque environ midi.
L'après-midi, il se promène dans le parc avec généralement les mascottes française, suisse, et parfois néerlandaise. En effet, les mascottes nationales les plus rencontrées sont celles des pays dont les visiteurs sont les plus souvent issus, c'est-à-dire la Suisse et la France. Les autres font des apparitions de temps à autre dans leurs quartiers respectifs. Ed Euromaus est assez accessible lors de ses allées et venues, vu qu'il n'y a pas de photographe officiel. Il n'y a pas comme à Disneyland un endroit et un horaire précis pour le rencontrer, mais sur une journée il est impossible de ne pas le croiser au moins une fois.
Il dispose également de son propre spectacle, joué plusieurs fois par jour sur la scène du quartier italien, et de son propre char sur la parade d'Europa-Park en compagnie d'Edda Euromausi et d'Eurofant.
À la fermeture du parc, il salue les visiteurs à la sortie. Pendant la journée, Ed Euromaus et ses amis ne font aucune apparition dans Europa-Park Resort.

## Sources
- Site officiel d'Europa Park
- Site officiel dr resort d'Europa Park
- Site officiel de Mack Media
- Site sur Euromaus
- Interview d'Euromaus (en Allemand)